# Jerzy Wyrwał
Jerzy Wyrwał (ur. 4 listopada 1949 r. w Opolu) – polski inżynier budownictwa, specjalizujący się w fizyce budowli i termomechanice; nauczyciel akademicki związany z Politechniką Opolską.

## Życiorys
Urodził się w Opolu, gdzie ukończył szkołę podstawową i średnią. Po pomyślnie zdanym egzaminie maturalnym podjął studia na kierunku budownictwo na Wydziale Budownictwa Lądowego Wyższej Szkoły Inżynierskiej w Opolu, które ukończył w 1973 roku, uzyskując z wyróżnieniem dyplom inżyniera budownictwa lądowego w zakresie budownictwa miejskiego i przemysłowego. Po ukończeniu studiów rozpoczął pracę w Opolskim Przedsiębiorstwie Budownictwa Przemysłowego nr 1 na budowie Zakładów Koksowniczych w Zdzieszowicach. Początkowo pracował jako inżynier budowy na obiekcie elektrociepłowni, a następnie jako zastępca kierownika budowy na obiektach baterii koksowniczych. W czasie praktyki zawodowej kierował budową wielu skomplikowanych obiektów budownictwa przemysłowego, a także uzyskał uprawnienia w zakresie nadzorowania i kierowania robotami budowlanymi. Jednocześnie podjął studia wieczorowe w Instytucie Inżynierii Lądowej WSI w Opolu, gdzie w 1976 r. uzyskał z wyróżnieniem dyplom magistra inżyniera budownictwa lądowego w zakresie budownictwa ogólnego i przemysłowego. Za dyplom ten otrzymał nagrodę Ministra Budownictwa pierwszego stopnia.
W 1977 roku związał się zawodowo ze swoją macierzysta uczelnią, zatrudniając się w Instytucie Inżynierii Lądowej WSI w Opolu na stanowisku starszego asystenta. W 1981 roku uzyskał stopień naukowy doktora nauk technicznych na Wydziale Budownictwa Lądowego Politechniki Krakowskiej. Po doktoracie pracował na stanowisku adiunkta i zajmował się problemami związanymi z zawilgoceniem materiałów i przegród budowlanych. Zwieńczeniem tej działalności było uzyskanie na Wydziale Inżynierii Lądowej Politechniki Krakowskiej w 1990 roku stopnia naukowego doktora habilitowanego nauk technicznych w zakresie budownictwa na podstawie rozprawy pt. Ruch wilgoci w porowatych materiałach i przegrodach budowlanych. Za swoją pracę habilitacyjną otrzymał w 1991 roku nagrodę Wydziału IV Nauk Technicznych Polskiej Akademii Nauk. Niedługo potem otrzymał stanowisko profesora nadzwyczajnego. W 2005 roku uzyskał tytuł profesora nauk technicznych, a zaraz potem objął profesurę zwyczajną na Politechnice Opolskiej (do 1996 roku pod nazwą WSI w Opolu).
Na Politechnice Opolskiej pełnił wiele ważnych funkcji organizacyjnych. W latach 1996–1999 był dziekanem Wydziału Budownictwa. Poza tym zasiadał w Senacie tej uczelni. Obecnie kieruje Katedrą Fizyki Materiałów PO. Ponadto wykładał także w Instytucie Architektury Państwowej Wyższej Szkoły Zawodowej w Nysie.
Jest żonaty i ma syna, urodzonego w 1979 roku.